# Павлин из Пеллы
Павлин из Пеллы (Паулин Пеллийский; лат. Paulinus Pellaeus; ок. 376, Пелла — после 459, Бурдигала?) — римский христианский поэт периода домината.

## Биография
О жизни Павлина известно лишь из его автобиографии, написанной в стихотворной форме. Он родился в городе Пелла (Македония). Его отец был префектом в городе Фессалоники. Будучи ребёнком, Павлин побывал в Карфагене и Риме. Однако вскоре он переезжает в Бурдигалу (современный французский город Бордо), на землю его предков, где его дедушка находился в должности консула (в Бурдигале он, вероятно, пробудет до вторжения вестготов).
По собственному признанию Павлин был знаком с трудами Сократа, Гомера, Вергилия. Первоначально, был плохо знаком с латинским. Освоение красноречия на этом языке, вызывало у него трудности. Обучение давалось ему с трудом (по крайней мере, красноречию) но подкреплялось ожиданием хороших результатов.
Родители старались привить ему хорошие качества и стремление сохранять свою честь и добрую славу. Вряд ли они были христианами, учитывая описанную им духовную реинкарнацию. Примером для молодого Павлина служил и адвокат отца.
На 5 триаде (в возрасте 15 лет) своей жизни Павлин внезапно заболел острой лихорадкой (в то время почти все заболевания с наличием повышенной температуры тела именовались так, поэтому настоящая болезнь неизвестна), которая продолжалась 4 дня. Напуганные этим фактом (и по настоянию врачей) родители решили, что сына необходимо на время освободить от обучения и предоставить больше времени для отдыха и развлечений. Отец Павлина увлекался охотой и надеялся, что это занятие сможет благоприятно повлиять на здоровье сына. Охота и безграничная забота родителей, по его словам, взращивали в нём капризную натуру и погружали в мир соблазнов (что впоследствии стало объектом его критики). Он получал изысканную сбрую для коня, породистых собак и ястребов, одевался по последней моде и получал душистую мирру из Аравии. Также предавался любовным похождениям, от которых у него родился сын, который вскоре умер. Впоследствии от него (Павлина) были рождены другие нежелательные потомки (точное число неизвестно) от случайных половых связей, которых он именует в своем произведении «ублюдками». Этот отрезок его жизни начался, когда Павлину было около 18, и завершился во второй декаде (в возрасте 20 лет), когда родители решили связать его узами брака с одной знатной и состоятельной женщиной древней фамилии (Павлин её имя не упоминает), пережившей смерть собственного отца.
В результате брака, Павлин получил большое поместье, где не обременял себя никакими заботами. Однако вскоре налогообложение вынудило его заняться трудом. Он вместе со своими рабами (а возможно, что одни только рабы) занялись возделыванием виноградников, и благодаря этому Павлин стал вовремя выплачивать налоги. Вскоре на земле Павлина, было налажено хозяйство, включающее ремесленников, конюшни и конвои для безопасных поездок за границу. Однако и успешно ведя дела, он был склонен к расточительству.
Коренной перелом в его личности был вызван частыми вторжениями вражеских войск в римские провинции (с 406 года в Галлию), в ходе одного из которых (412 год) его поместье и город, в котором оно находилось, было разорено вестготами (в произведении Павлина просто «готы») под предводительством Атаульфа. Территория, где находилась земля Павлина, находилась под властью узурпатора Приска Аталла, ставленника Алариха.

В нашем государстве, мы видим многих, кто достиг процветания за счет готов, хотя многие перенесли все круги страданий, не последним из которых был я, потерявший своё имущество и вотчину. Ибо когда я собрался уходить из города, по приказу своего короля Атаульфа, готы, хотя и были встречены мирно, направили свой гнев против нас, будто ослепленные законами войны, сжигали наш город.— 
Однако наибольший удар у Павлина вызвала смерть отца и последовавшая за этим судебная тяжба с братом из-за отцовского наследства.
Нашествие варваров под предводительством «Благородного волка» вынуждает Павлина искать спасения в соседнем городе Базасе (в 52 км от Бордо). Базас был родным местом его предков, а также поэта Децима Магна Авсония (родившегося в Бордо). Есть предположение, что Павлин — внук Авсония. По прибытии Павлина в Базас, этот город также был осажден вестготами и аланами (414 год). Ситуация усугубилась восстанием багаудов. Спасение от осаждавших готов город, Павлин пытался найти у предводителя аланов (его имя не называется, но есть предположение, что им был Гоар), с которым был в давних дружеских отношениях и убедил его принять сторону обороняющихся, тем самым, разорвав гото-аланский союз. Это вынудило осаждающих город готов отступить, вскоре и аланы покинули город со своими войсками.
После снятия осады, Павлин, который, к тому времени уже потерял всех своих родственников (мать и жена умерли, а дети покинули) и почти все имущество, решает переехать на Балканы. Перед этим он, какое то время провел в Массалии (Марселе), пребывая в бедности. Ему удалось продать небольшую ферму готам за неравноценную плату.
Точная дата и место смерти Павлина неизвестна. Предположительно он окончил свою жизнь в Бурдигале в возрасте не менее 83-84 лет.

## Религиозные воззрения
Первоначально Павлин, вероятно был язычником. Впоследствии в «Евхаристике» он говорит, что раскаивается в том, что придерживался «коррумпированной доктрины», скорей всего он подразумевает одно из учений, не соответствующих официальной христианской Церкви (а возможно, что под «коррумпированной доктриной» он имеет в виду язычество), например арианство. И если он действительно придерживался арианства, то вестготы (среди которых было много ариан) помогли ему разочароваться в этом учении.
Так или иначе, находясь уже в преклонном возрасте, Павлин был глубоко верующим христианином, придерживающимся доктрины официальной церкви.

## Творчество
По-видимому, единственное произведение оставленное Павлином это «Eucharisticon Deo sub ephemeridis meae textu»(«Благодарность Богу, направляющему мою жизнь») написан им уж в преклонном возрасте, на 84 году. Поэма, охарактеризованная Валерием Брюсовым как «исповедь неудачника IV века».
По мнению авторитетного ученого (автора полного перевода «Евхаристикона») М. Гаспарова это неумелая автобиография, в которой вся его жизнь представлена лишь как взмах руки Господа.

Когда внук Авсония Павлин из Пеллы неумело написал стихотворную автобиографию, он озаглавил её «Благодарение» — «Евхаристик», — потому что вся его нелегкая жизнь здесь — лишь предмет Господней заботы. Представить себе такую автобиографию под пером Авсония-деда невозможно—  Гаспаров М. Л. Авсоний и его время
И действительно, хотя во вступлении и присутствует указание на то, что эта автобиография есть выражение благодарности Богу, однако только во второй части, каждое событие становится результатом Божьей воли. От падений с лошади, не имевших серьёзных последствий (в начале автобиографии) и до спасения от осады и сохранение небольших остатков имущества(во второй её половине), все по воле Бога.
«Евхаристик» состоит из 616 гексаметров. До наших дней дошла в единственной рукописи IX в.,хранящейся в Берне. Другая рукопись учтена в editio princeps (Bibliotheca Sanctorum Patrum. Appendix. V. III. P., 1579)
Авторство текста бернской рукописи первоначально приписывали Понтию Павлину Ноланскому. Однако авторство было опровергнуто в конце XIX века.
Творчество Павлина представляет собой наибольшую ценность, прежде всего как исторический источник, написанный непосредственным участником событий, связанных с вторжением варваров в Римскую Галлию в V веке. Прежде всего эпизод с осадой Вазата, где фигурировал Атаульф. Также «Благодарение» позволяет отследить изменения происходившие в мировоззрении римлянина IV—V веков.

## Издания
- G.Brandes.Corpus Scriptorum Ecclesiasticorum Latinarum. V. XVI. Poetae Christiani Minores. P. I. Vindobonae, 1888
- G.White.Ausonius / With an Engl. transl. Н. О. Е. White. V. II. With the Eucharisticus of Paulin Pellaeus. L., 1967.

## Русскоязычные переводы
- Прозаический перевод эпизода с осадой Вазата (сткк. 343—400) А. И. Малеина в «Scythica et Caucasica» В. В. Латышева (SC. Т. II. Вып. 2. СПб., 1906. С. 416—419; ВДИ. 1949. N 4. С. 261—262)
- Полный стихотворный русский перевод поэмы с издания Г. Уайта М. Л. Гаспарова (Павлин из Пеллы. Евхаристик Господу Богу в виде вседневной моей повести // Авсоний. Стихотворения. М., 1993. Дополнения. С. 233—248).